# Cosmologie dans le jaïnisme
 (décembre 2019).
Si vous disposez d'ouvrages ou d'articles de référence ou si vous connaissez des sites web de qualité traitant du thème abordé ici, merci de compléter l'article en donnant les références utiles à sa vérifiabilité et en les liant à la section « Notes et références ».

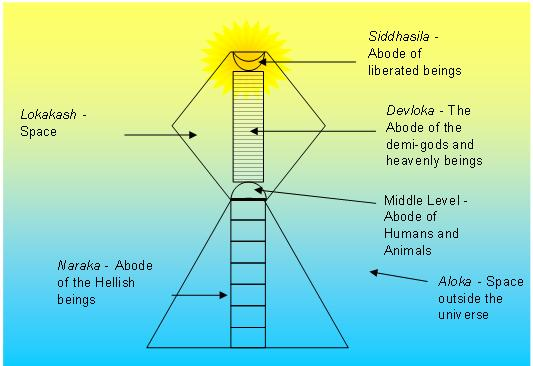
Un diagramme jaïn de l'univers

En général, la cosmologie est la description de la forme et du fonctionnement de l'univers et de ses constituants (tels que les êtres vivants, la matière, l'espace, le temps, etc.). La cosmologie jaïn considère l'univers comme une entité non créée qui existe depuis l'infini sans début ni fin.

## Substances éternelles
L'univers, en jaïnisme, est composé de six substances simples et éternelles appelées dravya qui sont largement catégorisées sous Jiva (substances vivantes) et Ajiva (substances non vivantes) comme suit : 
JivaCette substance existe en tant que réalité, ayant une existence séparée du corps qui l'abrite. Il est caractérisé par la conscience (chetana) et des connaissances et perceptions (upayoga). Bien que l'âme connaisse à la fois la naissance et la mort, elle n'est ni vraiment détruite ni créée.  La déchéance et l'origine se réfèrent respectivement à la disparition d'un état de l'âme et à l'apparition d'un autre état, ceux-ci n'étant que les modes de l'âme. Les Jiva sont classés sur des bases de sens; il y en a donc 5 types : avec un sens (sparshendriya), 2 sens (1er inclus et raasendriya), 3 sens (1er 2 inclus et dharnendriya), 4 sens (1er 3 inclus et chkshuendriya), ou 5 sens (1er 4 inclus et shrotendriya).
PudgalaToute la matière dans l'univers est classée comme solide, liquide, gazeuse, énergie, matériaux karmiques fins et matière extra-fine, c'est-à-dire les particules ultimes. Paramāṇu, ou « particule ultime », est l'élément de base de toute matière. Le paramāṇu et le pudgala sont permanents et indestructibles. La matière se combine et change ses modes mais ses qualités de base restent les mêmes. Selon le jaïnisme, elle ne peut être ni créée, ni détruite.
Dharma-dravya et adharma-dravyaCe sont distinctement propres au système de pensée jaïn décrivant le principe du mouvement et du repos. On dit qu'ils imprègnent l'univers entier. Ces substances ne sont pas en soi du mouvement ou du repos, mais elles servent de médiateurs pour le mouvement et le repos dans d'autres corps. Sans ces substances, le repos et le mouvement sont impossibles.
AkasaC'est une substance qui accueille les âmes vivantes, la matière, le principe du mouvement, le principe du repos et du temps. Il est omniprésent, infini et fait d'infinis points d'espace.
KalaC'est une substance éternelle selon le jaïnisme et toutes les activités, changements ou modifications ne peuvent être réalisés que par le progrès du temps. Voici une partie du texte intitulé « Dravyasamgraha » :

« Conventional time (vyavahāra kāla) is perceived by the senses through the transformations and modifications of substances. Real time (niścaya kāla), however, is the cause of imperceptible, minute changes (called vartanā) that go on incessantly in all substances.
Le temps conventionnel est perçu par les sens à travers les transformations et les modifications des substances. Le temps réel, cependant, est la cause de changements imperceptibles et infimes qui se produisent sans cesse dans toutes les substances. »

## Structure de l'univers

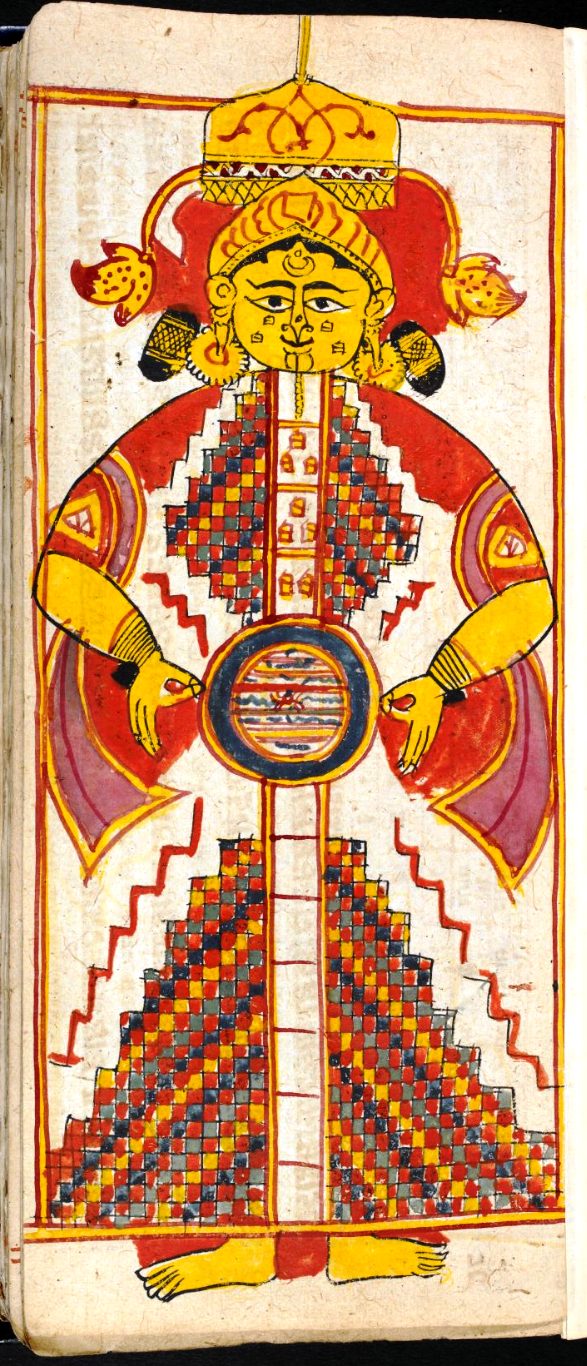
Quatorze rajlok ou Triloka : la forme de l'univers selon la cosmologie jaïn, sous la forme d'un homme cosmique. Miniature du XVIIe siècle, Saṁgrahaṇīratna par Śrīcandra, en Prakrit avec un commentaire en Gujarati.

La doctrine jaïn postule un monde éternel et toujours existant qui travaille sur des lois naturelles universelles. L'existence d'une déité créatrice est massivement opposée dans cette doctrine. Le texte « Mahapurana » contient la citation suivante :

« Some foolish men declare that a creator made the world. The doctrine that the world was created is ill advised and should be rejected. If God created the world, where was he before the creation? If you say he was transcendent then and needed no support, where is he now? How could God have made this world without any raw material? If you say that he made this first, and then the world, you are faced with an endless regression.
Certains déclarent que le monde a un créateur. La doctrine selon laquelle le monde a été créé est malavisée et devrait être rejetée. Si Dieu est le créateur du monde, où était-il avant la création ? Si vous dites qu'il était transcendant à l'époque et qu'il n'avait pas besoin de soutien, où est-il maintenant ? Comment Dieu aurait-il pu créer ce monde sans aucune matière première ? Si vous dites qu'il a créé d'abord ceci, puis le monde, vous êtes confrontés à une régression sans fin. »

Selon la cosmologie jaïn, l'univers a une forme ferme et inaltérable qui est mesurée dans les textes jaïns au moyen d'une unité appelée rajlok qui est censée être très grande. Le monde est entouré de trois parties : eau dense, vent dense et vent mince. Il est alors entouré d'un non-monde infiniment grand qui est absolument vide. Dans ces trois parties, il y a l'existence de très petits êtres vivants appelés nigoda, qui sont divisés vers deux types : nitya-nigoda (le type qui renaît sous la forme de nigoda pour l'éternité) et itara-nigoda (le type qui renaît sous les formes d'autres êtres).

### Divisions
Les premiers jaïns contemplaient la nature de la terre et de l'univers. Ils sont pensés comme développeurs d'une hypothèse détaillée sur les divers aspects de l'astronomie et de la cosmologie. Selon les textes jaïns, l'univers est divisé en 3 parties :
- Urdhva Loka – la partie où les cieux existent
- Madhya Loka – la partie où tous les humains, les animaux et les plantes vivent
- Adho Loka – la partie contenant les régions infernales

#### Urdhva Loka
Udharva Loka est divisé en différentes demeures et sont les royaumes des êtres célestes (demi-dieux) qui sont des âmes non libérées. Les seize cieux par devaloka sont aussi appelés kalpas, et le reste est appelé kalpatit. Ceux qui vivent à kalpatit sont appelés ahamindra et sont égaux en grandeur.

#### Madhya Loka
Madhya Loka est constitué de nombreuses îles-continents entourées d'océans, dont les huit premières portent le nom :
| Masse de Madhya Loka | Mer                              |
| Jambūdvīpa           | Lavanoda (mer saline)            |
| Ghatki Khand         | Kaloda (mer noire)               |
| Puskarvardvīpa       | Puskaroda (mer de lotus)         |
| Varunvardvīpa        | Varunoda (mer de Varun)          |
| Kshirvardvīpa        | Kshiroda (mer du lait)           |
| Ghrutvardvīpa        | Ghrutoda (mer du lait de beurre) |
| Ikshuvardvīpa        | Iksuvaroda (mer du sucre)        |
| Nandishwardvīpa      | Nandishwaroda                    |

Le Mont Meru (aussi Sumeru) est au centre du monde entouré par Jambudvipa, sous la forme d'un cercle formant un diamètre de 100 000 yojans.

## Adho Loka
Adho Loka se compose de sept enfers, qui sont habités par les demi-dieux bhavanpati et les êtres infernaux. Les êtres infernaux résident dans les enfers suivants : 
1. Ratna prabha-dharma (रत्तनाप्रबधर्म)
2. Sharkara prabha-vansha (शक्रप्रभावंशा)
3. Valuka prabha-megha (वलोकप्रभामगगा)
4. Pank prabha-anjana (पङ्कप्रभाणजा)
5. Dhum prabha-arista (धूमप्रभारिस्ता)
6. Tamah prabha-maghavi (तमप्रभामग्गवी)
7. Mahatamah prabha-maadhavi (महातमपरबामाधवी)